# Конференција у Москви
Конференција у Москви је конференција представника Савезничких сила у Другом светском рату. Одржана је у Москви и трајала је од 29. септембра до 1. октобра 1941. На њој су се састали министри иностраних послова Уједињеног Краљевства, САД и Совјетског Савеза. Разматрано је питање отварања новог фронта у Француској.